# 树形针毛蕨
树形针毛蕨（学名：Macrothelypteris ornata）为金星蕨科针毛蕨属下的一个种。

## 扩展阅读
維基物種上的相關：树形针毛蕨